# Formelsammlung Stochastik
Dies ist eine Formelsammlung zu dem mathematischen Teilgebiet Stochastik einschließlich Wahrscheinlichkeitsrechnung, Kombinatorik, Zufallsvariablen und Verteilungen sowie Statistik.

## Notation
In der Stochastik gibt es neben der üblichen mathematischen Notation und den mathematischen Symbolen folgende häufig verwendete Konventionen:
- Zufallsvariablen werden in Großbuchstaben geschrieben: {\displaystyle X}, {\displaystyle Y} etc.
- Realisierungen einer Zufallsvariablen werden mit den entsprechenden Kleinbuchstaben geschrieben, z. B. für die Beobachtungen in einer Stichprobe: {\displaystyle x_{1},x_{2},\ldots ,x_{n}}.
- Für die Bezeichnung von Wahrscheinlichkeitsfunktionen und Wahrscheinlichkeitsdichten werden Kleinbuchstaben benutzt, z. B. {\displaystyle f(x)}.
- Für die Bezeichnung von Verteilungsfunktionen werden Großbuchstaben benutzt, z. B. {\displaystyle F(x)}.
  - Speziell die Wahrscheinlichkeitsdichte der Standardnormalverteilung wird die Bezeichnung {\displaystyle \varphi (z)} und für die Verteilungsfunktion {\displaystyle \Phi (z)} benutzt.
- Griechische Buchstaben (z. B. {\displaystyle \theta ,\beta }) werden benutzt, um unbekannte Parameter (Parameter der Grundgesamtheit) zu bezeichnen.
- Eine Schätzfunktion wird häufig mit einem Zirkumflex über dem entsprechenden Symbol bezeichnet, z. B. {\displaystyle {\hat {\theta }}} (gesprochen: Theta Dach).
- Das arithmetische Mittel wird mit {\displaystyle {\bar {x}}} bezeichnet (gesprochen: {\displaystyle x} quer).

## Wahrscheinlichkeitsrechnung
Im Folgenden sei stets ein Wahrscheinlichkeitsraum {\displaystyle (\Omega ,\Sigma ,P)} gegeben. Darin ist der Ergebnisraum {\displaystyle \Omega } eine beliebige nichtleere Menge, {\displaystyle \Sigma } eine σ-Algebra von Teilmengen von {\displaystyle \Omega }, die {\displaystyle \Omega } enthält, und {\displaystyle P} ein Wahrscheinlichkeitsmaß auf {\displaystyle \Omega .}

### Grundlagen
Axiome:
Jedem Ereignis {\displaystyle A\in \Sigma } wird eine Wahrscheinlichkeit {\displaystyle P(A)} zugeordnet, so dass gilt:
{\displaystyle 0\leq P(A)\leq 1},
{\displaystyle P(\Omega )=1\,},
für paarweise disjunkte Ereignisse {\displaystyle A_{1},A_{2},\dots } gilt {\displaystyle P(A_{1}\cup A_{2}\cup \dots )=P(A_{1})+P(A_{2})+\dots }
Rechenregeln: Aus den Axiomen ergibt sich:
{\displaystyle P(\emptyset )=0}
Für {\displaystyle A\subset B} gilt {\displaystyle P(B\setminus A)=P(B)-P(A)}, insbesondere {\displaystyle P(A)\leq P(B)}
Für das Gegenereignis {\displaystyle {\overline {A}}=\Omega \setminus A} gilt {\displaystyle P({\overline {A}})=1-P(A)}
{\displaystyle P(A\cup B)=P(A)+P(B)-P(A\cap B)}
Laplace-Experimente
{\displaystyle P(A)={\frac {|A|}{|\Omega |}}={\frac {\text{Anzahl der günstigen Ergebnisse}}{\text{Anzahl der möglichen Ergebnisse}}}}
Bedingte Wahrscheinlichkeit
{\displaystyle P(A\vert B)=P_{B}(A)={\frac {P(A\cap B)}{P(B)}}}
Satz von Bayes:
{\displaystyle P(B\vert A)={\frac {P(B)P(A\vert B)}{P(B)P(A\vert B)+P({\overline {B}})P(A\vert {\overline {B}})}}}
Unabhängigkeit:
Zwei Ereignisse {\displaystyle A,B} sind unabhängig {\displaystyle \Leftrightarrow P(A\cap B)=P(A)\cdot P(B)}

### Kombinatorik
Fakultät: Anzahl der Möglichkeiten beim Ziehen aller {\displaystyle n} Kugeln aus einer Urne (ohne Zurücklegen):
{\displaystyle n!=n\cdot (n-1)\cdot (n-2)\cdot \dots \cdot 3\cdot 2\cdot 1=n\cdot (n-1)!}
wobei {\displaystyle 0!=1!=1}
|                                             | ohne Wiederholung (von n Elementen) {\displaystyle (a,b,c)} | mit Wiederholung (von r + s + … + t = n Elementen, von denen jeweils r, s … t nicht unterscheidbar sind) {\displaystyle (a,a,b)} |
| ------------------------------------------- | ----------------------------------------------------------- | --- |
| Permutation {\displaystyle (a,b)\neq (b,a)} | {\displaystyle ~n!~}                                        | {\displaystyle {\frac {(r+s+\ldots +t)!}{r!\cdot s!\cdot \ldots \cdot t!}}={\frac {n!}{r!\cdot s!\cdot \ldots \cdot t!}}}        |

Binomialkoeffizient „n über k“
{\displaystyle {n \choose k}={n! \over k!(n-k)!}}
Anzahl der Möglichkeiten beim Ziehen von {\displaystyle k} Kugeln aus einer Urne mit {\displaystyle n} Kugeln:
|                                             | ohne Wiederholung (ohne Zurücklegen) (siehe Hypergeometrische Verteilung) {\displaystyle (a,b,c)} {\displaystyle \{a,b,c\}} | mit Wiederholung (mit Zurücklegen) (siehe Binomialverteilung) {\displaystyle (a,a,b)} {\displaystyle \{a,a,b\}}               |
| ------------------------------------------- | --- | --- |
| Variation {\displaystyle (a,b)\neq (b,a)}   | {\displaystyle {n \choose k}{\cdot k!}={\frac {n!}{\left(n-k\right)!}}}                                                     | {\displaystyle ~n^{k}~} |
| Kombination {\displaystyle \{a,b\}=\{b,a\}} | {\displaystyle {n \choose k}={\frac {n!}{{\left(n-k\right)!}\cdot k!}}}                                                     | {\displaystyle \left(\!\!{n \choose k}\!\!\right)={n+k-1 \choose k}={\frac {\left(n+k-1\right)!}{\left(n-1\right)!\cdot k!}}} |

## Zufallsvariablen

### Diskrete Zufallsgrößen
Eine Funktion {\displaystyle f} heißt Wahrscheinlichkeitsfunktion einer diskreten Zufallsvariablen {\displaystyle X}, wenn folgende Eigenschaften erfüllt sind:
1. Für alle {\displaystyle x\in \mathbb {Z} } gilt {\displaystyle f(x)\geq 0}
2. {\displaystyle \sum _{x\in \mathbb {Z} }f(x)=1}

Für die zugehörige Zufallsvariable gilt dann:
{\displaystyle P(X=x)=f(x)}
Eine Zufallsgröße {\displaystyle X} und deren Verteilung heißen diskret, falls die Funktion {\displaystyle f(x)=P(X=x)} die Eigenschaft (2) hat. Man nennt {\displaystyle f(x)} die Wahrscheinlichkeitsfunktion von {\displaystyle X}.
{\displaystyle E(X)=\mu =\sum _{x\in \mathbb {Z} }\,x\cdot f(x)}
{\displaystyle E(g(X))=\sum _{x\in \mathbb {Z} }\,g(x)\cdot f(x)}
{\displaystyle V(X)=\sigma ^{2}=\sum _{x\in \mathbb {Z} }\,(x-\mu )^{2}\cdot f(x)}

### Stetige Zufallsgrößen
Eine Funktion {\displaystyle f} heißt Dichte(-Funktion) einer stetigen Zufallsvariablen {\displaystyle X}, wenn folgende Eigenschaften erfüllt sind:
1. Für alle {\displaystyle x\in \mathbb {R} } gilt {\displaystyle f(x)\geq 0}
2. {\displaystyle \int \limits _{-\infty }^{+\infty }f(x)\mathrm {d} x=1}

Für eine stetige Zufallsgröße gilt dann:
{\displaystyle P(a\leq X\leq b)=\int \limits _{a}^{b}f(x)\mathrm {d} x}
Eine Zufallsgröße {\displaystyle X} und deren Verteilung heißen stetig, falls es eine geeignete Dichtefunktion {\displaystyle f} mit dieser Eigenschaft gibt. Die Funktion {\displaystyle f} heißt Dichte(Funktion) von {\displaystyle X}.
Für die Wahrscheinlichkeit gilt
{\displaystyle P(X=a)=0\,} für alle {\displaystyle a\in \mathbb {R} }
{\displaystyle P(a\leq X\leq b)=P(a<X\leq b)=P(a\leq X<b)=P(a<X<b)}
Erwartungswert und Varianz sind gegeben durch
{\displaystyle E(X)=\mu =\int \limits _{-\infty }^{+\infty }x\cdot f(x)\mathrm {d} x}
{\displaystyle E(g(X))=\int \limits _{-\infty }^{+\infty }g(x)\cdot f(x)\mathrm {d} x}
{\displaystyle V(X)=\sigma ^{2}=\int \limits _{-\infty }^{+\infty }(x-\mu )^{2}\cdot f(x)\mathrm {d} x}

### Erwartungswert, Varianz, Kovarianz, Korrelation
Für den Erwartungswert {\displaystyle E(X)}, die Varianz {\displaystyle V(X)}, die Kovarianz {\displaystyle \operatorname {Cov} (X,Y)} und die Korrelation {\displaystyle \varrho (X,Y)} gelten:
{\displaystyle E(aX+b)=aE(X)+b}
{\displaystyle E(X+Y)=E(X)+E(Y)}, allgemein {\displaystyle E(\sum _{i=1}^{n}X_{i})=\sum _{i=1}^{n}E(X_{i})}
Für unabhängige Zufallsvariablen {\displaystyle X_{i}} gilt: {\displaystyle E(\prod _{i=1}^{n}X_{i})=\prod _{i=1}^{n}E(X_{i})}
{\displaystyle V(X)=E((X-E(X))^{2})=E(X^{2})-E(X)^{2}}
{\displaystyle V(aX+b)=a^{2}V(X)}
Für unabhängige Zufallsvariablen {\displaystyle X_{i}} gilt: {\displaystyle V(\sum _{i=1}^{n}X_{i})=\sum _{i=1}^{n}V(X_{i})}
{\displaystyle \operatorname {Cov} (X,Y)=E((X-E(X))(Y-E(Y)))=E(XY)-E(X)E(Y)}
{\displaystyle \operatorname {Cov} (X,Y)=\operatorname {Cov} (Y,X)}
{\displaystyle \operatorname {Cov} (X,X)=V(X)}
{\displaystyle \operatorname {Cov} (aX+b,Y)=a\operatorname {Cov} (X,Y)}
{\displaystyle \operatorname {Cov} (X_{1}+X_{2},Y)=\operatorname {Cov} (X_{1},Y)+\operatorname {Cov} (X_{2},Y)}
{\displaystyle V(X+Y)=V(X)+V(Y)+2\operatorname {Cov} (X,Y)}
{\displaystyle \varrho (X,Y)={\frac {\operatorname {Cov} (X,Y)}{{\sqrt {V(X)}}{\sqrt {V(Y)}}}}}
Tschebyschow-Ungleichung:
{\displaystyle P(|X-E(X)|\geq \alpha )\leq {\frac {V(x)}{\alpha ^{2}}}}

## Spezielle Verteilungen

### Binomialverteilung
Gegeben ist ein {\displaystyle n}-stufiger Bernoulli-Versuch (d. h. {\displaystyle n} mal dasselbe Experiment, unabhängig voneinander, mit nur zwei möglichen Ausgängen und konstanten Wahrscheinlichkeiten) mit der Erfolgswahrscheinlichkeit {\displaystyle p} und der Misserfolgswahrscheinlichkeit {\displaystyle q=1-p}. Die Wahrscheinlichkeitsverteilung der Zufallsgröße {\displaystyle X}: Anzahl der Erfolge heißt Binomialverteilung.
Die Wahrscheinlichkeit für {\displaystyle k} Erfolge berechnet sich nach der Formel:
{\displaystyle P(X=k)={\binom {n}{k}}\cdot p^{k}\cdot q^{n-k}}
Erwartungswert:
{\displaystyle \mu =E(X)=n\cdot p}
Varianz:
{\displaystyle \sigma ^{2}=V(X)=n\cdot p\cdot q}
Standardabweichung:
{\displaystyle \sigma =\sigma (X)={\sqrt {V(X)}}={\sqrt {n\cdot p\cdot q}}}

#### σ-Regeln
(Wahrscheinlichkeiten von Umgebungen des Erwartungswertes bei Binomialverteilungen)
Zwischen dem Radius einer Umgebung um den Erwartungswert und der zugehörigen Wahrscheinlichkeit der Umgebung gelten folgende Zuordnungen (falls {\displaystyle \sigma >3}):
| Radius der Umgebung | Wahrscheinlichkeit der Umgebung |
| ------------------- | ------------------------------- |
| 1σ                  | 0,68                            |
| 2σ                  | 0,955                           |
| 3σ                  | 0,997                           |

| Wahrscheinlichkeit der Umgebung | Radius der Umgebung |
| ------------------------------- | ------------------- |
| 0,90                            | 1,64σ               |
| 0,95                            | 1,96σ               |
| 0,99                            | 2,58σ               |

#### Standardisieren einer Verteilung
Hat die Zufallsvariable {\displaystyle X} eine Verteilung mit Erwartungswert {\displaystyle E(X)=\mu } und Standardabweichung {\displaystyle \sigma }, dann wird die standardisierte Variable {\displaystyle X^{*}} definiert durch
{\displaystyle X^{*}={\frac {X-\mu }{\sigma }}.}
Die standardisierte Variable {\displaystyle X^{*}} hat den Erwartungswert 0 und die Standardabweichung 1.

#### Poisson-Näherung
Gegeben sei eine Binomialverteilung mit großem Stichprobenumfang {\displaystyle n} ≥ 100 und kleiner Erfolgswahrscheinlichkeit {\displaystyle p\leq 0,1}. Mithilfe von {\displaystyle \mu =n\cdot p} kann man dann näherungsweise die Wahrscheinlichkeit für {\displaystyle k} Erfolge berechnen:
{\displaystyle P(X=0)\approx e^{-\mu }}
{\displaystyle P(X=k)\approx {\frac {\mu }{k}}\cdot P(X=k-1)}
Die Beziehungen lassen sich zusammenfassen zu:
{\displaystyle P(X=k)\approx {\frac {\mu ^{k}}{k!}}\cdot e^{-\mu }}

#### Poisson-Verteilung
Gilt für die Verteilung einer Zufallsgröße {\displaystyle X}
{\displaystyle P(X=k)={\frac {\mu ^{k}}{k!}}\cdot e^{-\mu }}

#### Näherungsformeln vonMoivreundLaplace
Sei {\displaystyle X} eine binomialverteilte Zufallsgröße mit {\displaystyle \sigma >4} (brauchbare Näherung besser {\displaystyle \sigma >9}). Die Wahrscheinlichkeit für genau und höchstens {\displaystyle k} Erfolge lässt sich näherungsweise berechnen durch:
{\displaystyle P(X=k)\approx {1 \over \sigma }\cdot \varphi \left({k-\mu  \over \sigma }\right)}
{\displaystyle P(X\leq k)=F_{X}(k)\approx \varphi \left({k-\mu  \over \sigma }\right)}

#### Standardnormalverteilung
Die Dichte(Funktion) {\displaystyle \varphi } (auch als Glockenkurve bekannt) der Standardnormalverteilung ist definiert durch:
{\displaystyle \varphi (x)={\frac {1}{\sqrt {2\pi }}}\,\mathrm {e} ^{-{\frac {1}{2}}x^{2}}}
und die Verteilungsfunktion {\displaystyle \Phi } durch:
{\displaystyle \Phi (z)=\int \limits _{-\infty }^{z}\varphi (x)dx}
Näherungsformeln für eine diskrete Verteilung unter Anwendung der Kontinuitätkorrektur:
{\displaystyle P(X=k)\approx \Phi \left({\frac {k+0{,}5-\mu }{\sigma }}\right)-\Phi \left({\frac {k-0{,}5-\mu }{\sigma }}\right)}
{\displaystyle P(X\leq k)\approx \Phi \left({\frac {k+0{,}5-\mu }{\sigma }}\right)}
{\displaystyle P(a\leq X\leq b)\approx \Phi \left({\frac {b+0{,}5-\mu }{\sigma }}\right)-\Phi \left({\frac {a-0{,}5-\mu }{\sigma }}\right)}

### Hypergeometrische Verteilung
In einer Grundgesamtheit vom Umfang {\displaystyle N} seien zwei Merkmalsausprägungen vom Umfang {\displaystyle K} bzw. {\displaystyle N-K} vertreten. Eine Stichprobe vom Umfang {\displaystyle n} werde genommen. Dann nennt man die Verteilung der Zufallsgröße {\displaystyle X}: Anzahl der Exemplare der 1. Merkmalsausprägung in der Stichprobe einer hypergeometrischen Verteilung.
Die Wahrscheinlichkeit, dass in der Stichprobe vom Umfang {\displaystyle n} genau {\displaystyle k} Exemplare der 1. Merkmalsausprägung sind, ist:
{\displaystyle P(X=k)={{\binom {K}{k}}\cdot {\binom {N-K}{n-k}} \over {\binom {N}{n}}}}
{\displaystyle N} = Anzahl der Elemente, {\displaystyle K} = Anzahl der positiven Elemente, {\displaystyle n} = Anzahl der Ziehungen, {\displaystyle k} = Anzahl der Erfolge.
Sei {\displaystyle p={\tfrac {K}{N}}} der Anteil, mit dem die 1. Merkmalsausprägung in der Gesamtheit vorkommt, dann gilt:
{\displaystyle \mu =E(X)=n\cdot p=n\cdot {\frac {K}{N}}}
{\displaystyle \sigma ^{2}=V(X)=n\cdot p(1-p){\frac {N-n}{N-1}}=n\cdot {\frac {K}{N}}\left(1-{\frac {K}{N}}\right){\frac {N-n}{N-1}}}

### Geometrische Verteilung
Gegeben ist ein Bernoulli-Versuch mit Erfolgswahrscheinlichkeit {\displaystyle p}.
Die Verteilung der Zufallsgröße {\displaystyle W}: Anzahl der Stufen bis zum ersten Erfolg heißt geometrische Verteilung.
Es gilt:
{\displaystyle P(W=k)=p\cdot q^{k-1}} (Erfolg genau beim {\displaystyle k}-ten Versuch)
{\displaystyle \,P(W>k)=q^{k}} ({\displaystyle k} Misserfolge hintereinander bzw. der erste Erfolg kommt erst nach dem {\displaystyle k}-ten Versuch)
{\displaystyle P(W\leq k)=1-q^{k}} (Erfolg spätestens beim {\displaystyle k}-ten Versuch bzw. bis zum {\displaystyle k}-ten Versuch tritt mindestens ein Erfolg ein)
Der Erwartungswert ist
{\displaystyle E(W)={\frac {1}{p}}}

### Weitere
Die unzähligen weiteren speziellen Verteilungen können hier nicht alle aufgeführt werden, es sei auf die Liste univariater Wahrscheinlichkeitsverteilungen verwiesen.

### Approximationen von Verteilungen
Unter gewissen Approximationsbedingungen können Verteilungen auch durcheinander approximiert werden um Berechnungen zu vereinfachen. Je nach Lehrbuch können die Approximationsbedingungen etwas unterschiedlich sein.
|                                                         | Nach                                                                    | Nach                                                                                                   | Nach |
| Von                                                     | {\displaystyle B(n,p)}                                                  | {\displaystyle Po(\lambda )}                                                                           | {\displaystyle N(\mu ,\sigma )} |
| ------------------------------------------------------- | ----------------------------------------------------------------------- | --- | --- |
| Diskrete Verteilungen                                   |                                                                         | | |
| Binomialverteilung {\displaystyle B(n,p)}               | --                                                                      | {\displaystyle n>10,p<0{,}05}, {\displaystyle \lambda :=np}                                            | {\displaystyle np(1-p)\geq 9}, {\displaystyle \mu :=np,\sigma ^{2}:=np(1-p)} |
| Hypergeometrische Verteilung {\displaystyle Hyp(N,M,n)} | {\displaystyle {\frac {n}{N}}<0{,}05} {\displaystyle p:={\frac {M}{N}}} | {\displaystyle n>10}, {\displaystyle {\frac {M}{N}}<0{,}05}, {\displaystyle \lambda :=n{\frac {M}{N}}} | {\displaystyle n{\frac {M}{N}}\left(1-{\frac {M}{N}}\right)\geq 9} {\displaystyle \mu :=n{\frac {M}{N}},\sigma ^{2}:=n{\frac {M}{N}}\left(1-{\frac {M}{N}}\right){\frac {N-n}{N-1}}} |
| Poisson-Verteilung {\displaystyle Po(\lambda )}         |                                                                         | -- | {\displaystyle \lambda >9}, {\displaystyle \mu :=\lambda ,\sigma ^{2}:=\lambda } |
| Stetige Verteilungen                                    |                                                                         | | |
| Chi-Quadrat-Verteilung {\displaystyle \chi _{n}^{2}}    |                                                                         | | {\displaystyle n>30} {\displaystyle \mu :=n,\sigma ^{2}:=2n} |
| Studentsche t-Verteilung {\displaystyle t_{n}}          |                                                                         | | {\displaystyle n>30} {\displaystyle \mu :=0,\sigma ^{2}:=1} |
| Normalverteilung {\displaystyle N(\mu ,\sigma )}        |                                                                         | | -- |

Bei dem Übergang von einer diskreten Verteilung zu einer stetigen Verteilung kommt auch noch eine Stetigkeitskorrektur (wenn {\displaystyle \sigma ^{2}\leq 9} oder {\displaystyle n\leq 60}) in Betracht {\displaystyle P(a\leq X_{\text{diskret}}\leq b)\approx P(a-0{,}5\leq X_{\text{stetig}}\leq b+0{,}5)} und insbesondere {\displaystyle P(X_{\text{diskret}}=a)\approx P(a-0{,}5\leq X_{\text{stetig}}\leq a+0{,}5)}.

### Kritische Werte
Das {\displaystyle \alpha }-Level ist der Wert einer Wahrscheinlichkeitsverteilung für den gilt: {\displaystyle F(x_{\alpha })=\alpha }. Es gibt eine Standardnotation für einige häufig verwendete Verteilungen:
- {\displaystyle z_{\alpha }} oder {\displaystyle z(\alpha )} für die Standardnormalverteilung
- {\displaystyle t_{\alpha ,\nu }} oder {\displaystyle t(\alpha ,\nu )} für die t-Verteilung mit {\displaystyle \nu } Freiheitsgraden
- {\displaystyle \chi _{\alpha ,\nu }^{2}} oder {\displaystyle \chi ^{2}(\alpha ,\nu )} für die Chi-Quadrat-Verteilung mit {\displaystyle \nu } Freiheitsgraden
- {\displaystyle F_{\alpha ,\nu _{1},\nu _{2}}} oder {\displaystyle F(\alpha ,\nu _{1},\nu _{2})} für die F-Verteilung mit {\displaystyle \nu _{1}} und {\displaystyle \nu _{2}} Freiheitsgraden

## Statistik

### Beschreibende Statistik

#### Lagemaße
Arithmetisches Mittel: {\displaystyle {\bar {x}}={\frac {1}{n}}\sum _{i=1}^{n}{x_{i}}={\frac {x_{1}+x_{2}+\cdots +x_{n}}{n}}}
Median
Modus

#### Streuungsmaße
empirische Varianz: {\displaystyle s^{2}={\frac {1}{n}}\sum \limits _{i=1}^{n}\left(x_{i}-{\bar {x}}\right)^{2}={\frac {1}{n}}\left(\sum \limits _{i=1}^{n}x_{i}^{2}\right)-{\bar {x}}^{2}}
empirische Standardabweichung: {\displaystyle s={\sqrt {s^{2}}}={\sqrt {{\frac {1}{n}}\sum \limits _{i=1}^{n}\left(x_{i}-{\bar {x}}\right)^{2}}}}

#### Zusammenhangsmaße
Empirische Kovarianz:
{\displaystyle s_{xy}={\frac {1}{n}}\sum _{i=1}^{n}{(x_{i}-{\bar {x}})(y_{i}-{\bar {y}})}={\frac {1}{n}}\left(\sum _{i=1}^{n}x_{i}y_{i}\right)-{\bar {x}}{\bar {y}},}
Empirischer Korrelationskoeffizient:
{\displaystyle r_{xy}={\frac {s_{xy}}{s_{x}\cdot s_{y}}}={\frac {\sum (x_{i}-{\bar {x}})(y_{i}-{\bar {y}})}{\sqrt {\sum (x_{i}-{\bar {x}})^{2}\sum (y_{i}-{\bar {y}})^{2}}}}}
Gleichung der Regressionsgeraden einer linearen Einfachregression: {\displaystyle y=ax+b} mit
{\displaystyle a={\frac {s_{xy}}{s_{x}^{2}}}={\frac {\sum (x_{i}-{\bar {x}})(y_{i}-{\bar {y}})}{\sum (x_{i}-{\bar {x}})^{2}}}}
{\displaystyle b={\bar {y}}-a{\bar {x}}},
wobei {\displaystyle {\bar {x}}} und {\displaystyle {\bar {y}}} die arithmetischen Mittel bedeuten.

#### Mittelwerte
| Mittelwert            | Zwei Zahlen | Allgemein |
| --------------------- | --- | --- |
| Modus                 | Ausprägung mit höchster Häufigkeit | Ausprägung mit höchster Häufigkeit |
| Median (Zentralwert)  | Sofern {\displaystyle x_{1},\dotsc ,x_{n}} sortiert sind: {\displaystyle {\bar {x}}_{\mathrm {med} }={\begin{cases}x_{({\frac {n+1}{2}})},&n{\text{ ungerade,}}\\{\frac {1}{2}}\left(x_{({\frac {n}{2}})}+x_{({{\frac {n}{2}}+1})}\right),&n{\text{ gerade.}}\end{cases}}} | Sofern {\displaystyle x_{1},\dotsc ,x_{n}} sortiert sind: {\displaystyle {\bar {x}}_{\mathrm {med} }={\begin{cases}x_{({\frac {n+1}{2}})},&n{\text{ ungerade,}}\\{\frac {1}{2}}\left(x_{({\frac {n}{2}})}+x_{({{\frac {n}{2}}+1})}\right),&n{\text{ gerade.}}\end{cases}}} |
| Arithmetisches Mittel | {\displaystyle {\frac {a+b}{2}}} | {\displaystyle {\bar {x}}_{\mathrm {arithm} }={\frac {1}{n}}\sum _{i=1}^{n}{x_{i}}={\frac {x_{1}+x_{2}+\dotsb +x_{n}}{n}}} |
| Geometrisches Mittel  | {\displaystyle {\sqrt {ab}}} | {\displaystyle {\bar {x}}_{\mathrm {geom} }={\sqrt[{n}]{\prod _{i=1}^{n}{x_{i}}}}={\sqrt[{n}]{x_{1}\cdot x_{2}\dotsm x_{n}}}} |
| Harmonisches Mittel   | {\displaystyle {\frac {2}{{\frac {1}{a}}+{\frac {1}{b}}}}} | {\displaystyle {\bar {x}}_{\mathrm {harm} }={\frac {n}{\sum \limits _{i=1}^{n}{\frac {1}{x_{i}}}}}={\frac {n}{{\frac {1}{x_{1}}}+{\frac {1}{x_{2}}}+\dotsb +{\frac {1}{x_{n}}}}}}                                                                                          |
| Quadratisches Mittel  | {\displaystyle {\sqrt {\frac {a^{2}+b^{2}}{2}}}} | {\displaystyle {\bar {x}}_{\mathrm {quadr} }={\sqrt {{\frac {1}{n}}\sum _{i=1}^{n}{x_{i}^{2}}}}={\sqrt {{x_{1}^{2}+x_{2}^{2}+\dotsb +x_{n}^{2}} \over n}}} |

### Schließende Statistik

#### Parameter
Im Allgemeinen werden in der Statistik unbekannte Parameter der Grundgesamtheit oder eines Modells mit griechischen Buchstaben (z. B. {\displaystyle \theta ,\beta }) bezeichnet.
- Das arithmetische Mittel in der Grundgesamtheit: {\displaystyle \mu }.
- Die Varianz in der Grundgesamtheit: {\displaystyle \sigma ^{2}}.
- Den Anteilswert einer dichotomen Variablen in der Grundgesamtheit: {\displaystyle \pi }.
- Der Achsenabschnitt {\displaystyle \beta _{0}} und die Steigung {\displaystyle \beta _{1}} im einfachen linearen Regressionsmodell {\displaystyle Y_{i}=\beta _{0}+\beta _{1}x_{i}+U_{i}}.

#### Schätzfunktionen
Eine Schätzfunktion für einen unbekannten Parameter wird häufig durch einen Großbuchstaben der Parameterbezeichnung aus der beschreibenden Statistik bezeichnet. Die Schätzfunktion ergibt sich aus den Stichprobenvariablen {\displaystyle X_{1},\ldots ,X_{n}}.
| Parameter                                              | Bedingung                      | Schätzfunktion                                                                  | Verteilung |
| ------------------------------------------------------ | ------------------------------ | ------------------------------------------------------------------------------- | --- |
| {\displaystyle \mu }                                   |                                | {\displaystyle {\bar {X}}={\frac {1}{n}}\sum _{i=1}^{n}X_{i}}                   | 1. {\displaystyle X_{i}\sim N(\mu ;\sigma ^{2})\Rightarrow {\bar {X}}\sim N(\mu ;\sigma ^{2}/n)} 2. Wenn der zentrale Grenzwertsatz gilt, dann gilt {\displaystyle {\bar {X}}\approx N(\mu ;\sigma ^{2}/n)}           |
| {\displaystyle \sigma ^{2}}                            | {\displaystyle \mu } bekannt   | {\displaystyle S^{*2}={\frac {1}{n}}\sum _{i=1}^{n}(X_{i}-\mu )^{2}}            | {\displaystyle X_{i}\sim N(\mu ;\sigma ^{2})\Rightarrow {\frac {nS^{*2}}{\sigma ^{2}}}\sim \chi _{n}^{2}} |
| {\displaystyle \sigma ^{2}}                            | {\displaystyle \mu } unbekannt | {\displaystyle S_{n}^{2}={\frac {1}{n-1}}\sum _{i=1}^{n}(X_{i}-{\bar {X}})^{2}} | {\displaystyle X_{i}\sim N(\mu ;\sigma ^{2})\Rightarrow {\frac {(n-1)S_{n}^{2}}{\sigma ^{2}}}\sim \chi _{n-1}^{2}} |
| {\displaystyle \pi }                                   |                                | {\displaystyle \Pi ={\frac {1}{n}}\sum _{i=1}^{n}X_{i}}                         | 1. Ziehen mit Zurücklegen: {\displaystyle \Pi \sim B(n;\pi )} 2. Ziehen ohne Zurücklegen: {\displaystyle \Pi \sim Hyp(N;M;n)} mit {\displaystyle M=\pi \cdot N} und {\displaystyle N} der Umfang der Grundgesamtheit. |
| {\displaystyle \beta _{0}}, {\displaystyle \beta _{1}} |                                | {\displaystyle B_{k}=\sum _{i=1}^{n}Y_{i}w_{i}^{(k)}(x_{1},\ldots ,x_{n})}      | Wenn {\displaystyle U_{i}\sim N(0;\sigma _{u}^{2})}, dann folgt {\displaystyle B_{k}\sim N(\beta _{k};\sigma _{B_{k}}^{2})}                                                                                           |

#### PunktschätzerundKonfidenzintervalle
| Parameter                   | Punktschätzer                                                                                        | {\displaystyle 1-\alpha } Konfidenzintervall |
| --------------------------- | --- | --- |
| {\displaystyle \mu }        | {\displaystyle {\hat {\mu }}={\bar {x}}={\frac {1}{n}}\sum _{i=1}^{n}x_{i}}                          | 1. Wenn {\displaystyle \sigma } bekannt: {\displaystyle [{\bar {X}}-z_{1-\alpha /2}\sigma /{\sqrt {n}};{\bar {X}}+z_{1-\alpha /2}\sigma /{\sqrt {n}}]} |
| {\displaystyle \mu }        | {\displaystyle {\hat {\mu }}={\bar {x}}={\frac {1}{n}}\sum _{i=1}^{n}x_{i}}                          | 2. Wenn {\displaystyle \sigma } unbekannt: {\displaystyle [{\bar {X}}-t_{n-1;1-\alpha /2}S/{\sqrt {n}};{\bar {X}}+t_{n-1;1-\alpha /2}S/{\sqrt {n}}]} |
| {\displaystyle \sigma ^{2}} | {\displaystyle {\hat {\sigma }}^{2}=s_{n}^{2}={\frac {1}{n-1}}\sum _{i=1}^{n}(x_{i}-{\bar {x}})^{2}} | |
| {\displaystyle \pi }        | {\displaystyle {\hat {\pi }}=p={\frac {1}{n}}\sum _{i=1}^{n}x_{i}}                                   | 1. Ziehen mit Zurücklegen: Wenn {\displaystyle \Pi \approx N\left(\pi ;{\tfrac {\pi (1-\pi )}{n}}\right)}, dann gilt approximativ: {\displaystyle \left[\Pi -z_{1-\alpha /2}{\sqrt {\tfrac {\pi (1-\pi )}{n}}};\Pi +z_{1-\alpha /2}{\sqrt {\tfrac {\pi (1-\pi )}{n}}}\right]}                                                               |
| {\displaystyle \pi }        | {\displaystyle {\hat {\pi }}=p={\frac {1}{n}}\sum _{i=1}^{n}x_{i}}                                   | 2. Ziehen ohne Zurücklegen: Wenn {\displaystyle \Pi \approx N\left(\pi ;{\tfrac {\pi (1-\pi )}{n}}{\tfrac {N-n}{N-1}}\right)}, dann gilt approximativ: {\displaystyle \left[\Pi -z_{1-\alpha /2}{\sqrt {{\tfrac {\pi (1-\pi )}{n}}{\tfrac {N-n}{N-1}}}};\Pi +z_{1-\alpha /2}{\sqrt {{\tfrac {\pi (1-\pi )}{n}}{\tfrac {N-n}{N-1}}}}\right]} |
| {\displaystyle \pi }        | {\displaystyle {\hat {\pi }}=p={\frac {1}{n}}\sum _{i=1}^{n}x_{i}}                                   | Bei der Berechnung eines Schätzintervalls mittels einer Stichprobe in 1. und 2. wird {\displaystyle \pi } durch {\displaystyle p} ersetzt. |